# La Palma de Cervelló
La Palma de Cervelló – gmina w Hiszpanii, w prowincji Barcelona, w Katalonii, o powierzchni 5,41 km². W 2011 roku gmina liczyła 3023 mieszkańców.